# (3611) Dabu
(3611) Dabu (1981 YY1) – planetoida z grupy pasa głównego asteroid okrążająca Słońce w ciągu 4,66 lat w średniej odległości 2,79 au Została odkryta w obserwatorium Astronomicznym Zijinshan 20 grudnia 1981 roku.